# Патковац
Патковац је насељено место у саставу града Бјеловара, у Бјеловарско-билогорској жупанији, Република Хрватска.

## Становништво
На попису становништва 2011. године, Патковац је имао 257 становника.

## Попис1991.
На попису становништва 1991. године, насељено место Патковац је имало 258 становника, следећег националног састава:
| Попис 1991.‍ | Попис 1991.‍ | Попис 1991.‍ | Попис 1991.‍ | Попис 1991.‍ |
| ----------- | ----------- | ----------- | ----------- | ----------- |
|             |             |             |             |             |
| Хрвати      | Хрвати      |             | 237         | 91,86%      |
| Чеси        | Чеси        |             | 5           | 1,93%       |
| Мађари      | Мађари      |             | 2           | 0,77%       |
| Немци       | Немци       |             | 1           | 0,38%       |
| непознато   | непознато   |             | 13          | 5,03%       |
| укупно: 258 |             |             |             |             |